# NGC 3663
NGC 3663 este o galaxie spirală situată în constelația Cupa. A fost descoperită în 1880 de către . Se află la o distanță de 70,79 de megaparseci de Pământ.